# Clérieux
 Clérieux  là một xã thuộc tỉnh Drôme trong vùng Rhône-Alpes đông nam nước Pháp. Xã Clérieux nằm ở khu vực có độ cao trung bình 144 mét trên mực nước biển.